# ピアソン記念館
ピアソン記念館（ピアソンきねんかん）は、北海道北見市にある歴史的建造物および博物館。
大正時代から昭和初期にかけて宣教活動に従事したアメリカ人宣教師夫妻のジョージ・ペック・ピアソンとアイダ・ゲップ・ピアソンの業績を記念して、その旧邸を資料館としたものである。
2004年（平成16年）4月から指定管理者制度により、特定非営利活動法人ピアソン会が管理・運営している。
1996年（平成8年）に北見市指定文化財に指定され（北見市指定文化財第10号）、2001年（平成13年）には北海道遺産に選定された（2001年10月22日選定）。

## 概要

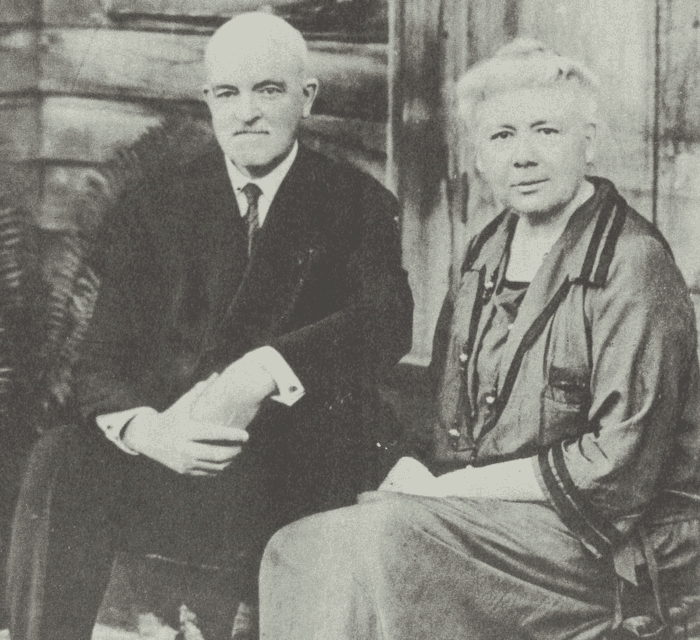
ピアソン夫妻

ピアソン記念館は、北見の創成期の精神・文化などに大きな役割を果たしたアメリカ人宣教師ピアソン夫妻の私邸を、記念館として復元したものである。
この私邸は、ピアソン夫妻が15年間にわたって生活した木造2階建の西洋館で、建築技師のウィリアム・メレル・ヴォーリズの設計により建設された。
上下に開閉する大きな窓が特徴の 北見市最古の洋館として知られていたものの、設計者は不明のまま保存されていた。
しかし、1995年（平成7年）にヴォーリズが設計したことが判明したため、2004年（平成16年）11月にボーリズ記念室を開設してその紹介も行うようになった。
この記念館は、ピアソン夫妻の功績を広く知らせるだけではなく、ヴォーリズが設計した日本最北の建築物を保存するという機能をもっている。
ピアソン夫婦が15年間生活した後は、神原信一が8年間、ツルーメン宣教師が4年間、唐笠何蝶医師が8年間入居した。
その後は、1952年（昭和27年）から北見児童相談所として利用され、1963年（昭和38年）以降は様々な団体が活用した。
1968年（昭和43年）から北見市の所有となり、1970年（昭和45年）に北見市が復元工事を行い、1971年（昭和46年）にピアソン記念館として開館された。
2009年（平成21年）10月24日から臨時休館し、同年12月まで2か月間かけて床の張替えなど補修工事を行った。
2012年（平成24年）MISIAの26枚目のシングル「恋は終わらないずっと」PVの撮影が行われた。
なお、ピアソンの出身地であるエリザベス市（アメリカ合衆国ニュージャージー州）と 北見市は1969年（昭和44年）に姉妹都市提携を結んでいる。

## 沿革
- 1914年（大正3年） - ウイリアム・メレル・ヴォーリズの設計により[8] ピアソン邸が建設される[13]
- 1970年（昭和45年） - 北見市が復元工事をおこなう
- 1971年（昭和46年） - ピアソン記念館として開館[7]
- 1995年（平成7年） - ヴォーリズが設計したことが判明[8]
- 1996年（平成8年） - 北見市指定文化財に指定される[6]
- 2001年（平成13年） - 北海道遺産に選定される[7]
- 2004年（平成16年） - 指定管理者制度による特定非営利活動法人ピアソン会の管理・運営へ移行[3]
- 2004年（平成16年） - 11月にヴォーリズ記念室を２階に開設する
- 2009年（平成21年） - 臨時休館し[10]、補修工事を実施[11]

## 展示品・収蔵品
- ピアソン夫妻の思い出
- ピアソン夫妻遺品（鐘[14]、オルガン[14]、机、ランプ他）
- エリザベス市（姉妹都市）資料
- 唐笠何蝶記念室、ヴォーリズ（一柳米来留）記念室[3]

## 利用案内
所在地：北海道北見市幸町7-4-28
- 開館時間：9:30から16:30
- 休館日：月曜日、祝日の翌日（月曜日の場合はその翌日）、年末年始（12/30から1/6）
- 入館料：無料
  - 案内、ガイドあり。日本語、英語、中国語、韓国語の音声案内あり。

## 交通アクセス
- JR石北本線「北見駅」より徒歩15分
- バス高栄団地線・若葉線「北見郵便局」より徒歩8分
- バス高栄団地線・大正線「山下町」より徒歩8分